# Мшано (Свецький повіт)
Мшано (пол. Mszano) — село в Польщі, у гміні Льняно Свецького повіту Куявсько-Поморського воєводства.
Населення — 220 осіб (2011).
У 1975-1998 роках село належало до Бидгощського воєводства.

## Демографія
Демографічна структура станом на 31 березня 2011 року:
|          | Загалом | Допрацездатний вік | Працездатний вік | Постпрацездатний вік |
| -------- | ------- | ------------------ | ---------------- | -------------------- |
| Чоловіки | 106     | 31                 | 68               | 7                    |
| Жінки    | 114     | 24                 | 71               | 19                   |
| Разом    | 220     | 55                 | 139              | 26                   |